# Inácio Elói de Madureira
Inácio Elói de Madureira (? — Desterro, 26 de janeiro de 1764) foi um militar e administrador colonial português.
O coronel Inácio Elói de Madureira foi nomeado governador da Capitania do Rio Grande de São Pedro por carta-patente de 9 de setembro de 1760, governando a capitania de 17 de janeiro de 1761 a 1 de setembro de 1763.

## Carta-patente de 9 de setembro de 1760
Transcrição da carta-patente, nomeando Inácio Elói de Madureira "Governador do Rio Grande de São Pedro".
Dom José, por graça de Deus, etc. — Faço saber aos que esta minha Carta-Patente virem que, atendendo aos merecimentos e serviços que concorrem na pessoa de Ignacio Eloy de Madureira, Hei de por bem nomeallo Governador do Rio Grande de S. Pedro, que fui servido crear de novo, com a mesma Patente e soldo dos Governadores da Nova Colonia do Sacramento, e Ilha de Santa Catarina, o qual governo exercitará por tempo de três anos, e o mais que eu fôr servido em quanto não lhe mandar sucessor, e com ele haverá o soldo de cinco mil cruzados, em cada hum anno, pagos na forma de minhas ordens, e gozará de todas as honras, privilegios, liberdades, izençoens, e franquezas que diretamente lhe pertencerem. Pelo que mando ao meu Governador e capitão general da Capitania do Rio der Janeiro conheça ao dito Ignacio Eloy de Madureira por Governador do Rio Grande de São Pedro, como tal o honre e estime e deixe servir e exercitar o dito Governo por tempo de tres annos e o mais que eu fôr servido em quanto lhe não mandar sucessor, e haver o sobredito soldo, e aos officiais e soldados do referido Rio Grande ordeno também que em tudo lhe obedeção, e cumprão suas ordens como devem, e são obrigados; e elle jurará na forma costumada cumprir com a sua obrigação, de que se fará assento nas Costas desta minha Carta Patente que por firmeza de tudo lhe passar por duas vias por min assignada, e sellada com o sello grande de minhas Armas,e antes que o dito Ignacio Eloy de Madureira entre de posse do dito Governo fará por elle preito e homenagem e juramento costumado nas mãos de referido meu Governador, o capitão General de que apresentará certidão ao Secretario do mesmo Governo, e pagou de novo direito quinhentos mil reis, que se carregarão ao Thesoureiro Antonio José de Moura a folha cento e sessenta e sete do livro terceiro de sua receita, e deu fiança no livro primeiro dellas a folhas duzentos oitenta e oito a pagar do mais rendimento, e assim deu otra fiança no dito livro primeiro a folhas duzentos e oitenta e oito verço, a pagar do mais tempo que alem dos tres annos porque vay provido, como constou do conhecimento em forma. Registado no livro quatorze do Registo Geral a folhas setenta e tres dada na cidade de Lisboa aos nove dias do mez de Septembro, Anno do nascimento de nosso Senhor Jesus Christo de mil settecentos e sessenta: El-Rei com guarda. O Secretário Joaquim Miguel Lopes de Laure a fez escrever. José Salgado da Silva a fez: Cumpra-se como Sua Majestade manda e se registe nas partes a que tocar. Ryo de Janeiro a vinte e sette de Fevereiro de mil settecentos e sessenta e dous: Conde de Bobadella.

(Arquivo Nacional, Rio de Janeiro — conforme reprodução em "Dominação Espanhola no Rio Grande do Sul", do Coronel Jônatas da Costa Rêgo Monteiro, pág. 103.)